# 糙毛阿尔泰狗娃花
糙毛阿尔泰狗娃花（学名：Heteropappus altaicus var. scaber）为菊科狗哇花属下的一个变种。